# アス・アンド・ゼム (曲)
「アス・アンド・ゼム」 (Us and Them) は、イギリスのプログレッシブ・ロック・バンド、ピンク・フロイドの曲。1973年発表のアルバム『狂気』に収録されている。リチャード・ライト作曲、ロジャー・ウォーターズ作詞。デヴィッド・ギルモアによるボーカルに、ライトによるコーラスが加わる。7分49秒であり、アルバムで最長の曲となっている。
本作は、『狂気』からの2作目のシングルとしてアメリカでリリースされ、1974年3月の「Cash Box」Top 100 Singlesチャートの72位で最高位を記録した。カナダのチャートでは85位が最高位であった。

## 構成
「アス・アンド・ゼム」は、ジャズの影響による静かなトーンから、ヴァースよりも大きくなるコーラスが特徴的である。曲の最初と最後に2つのサックス・ソロがある。リチャード・ライトはハモンド・オルガンのハーモニーで導入部分を演奏し、その後、ピアノの弦楽器のバッキングと短いピアノソロを演奏している。この曲は、1969年にライトが映画『砂丘』のためにピアノで作ったもので、「The Violent Sequence」というタイトルが付けられていた。オリジナルのデモはピアノとベースのみのトゥルメンタルであった。ミケランジェロ・アントニオーニ監督は、彼が使いたかった音楽のスタイルであった「Careful with That Axe、Eugene」などの素材とはあまりにも異なっているという理由で、映画での使用を却下した。ロジャー・ウォーターズの回想によるとアントニオーニの反応は「美しいが、悲しすぎないか？ 教会のことを考えさせられる」というものであった。その後『狂気』によってこの曲は表に出ることとなった。
歌詞はウォーターズによって書かれた。戦争の無意味な性質と、消費主義と唯物論に乗っ取られた現代の人間の無知を描いている。インタビューでウォーターズは、各ヴァースの重要性をこう語った。
最初のヴァースは戦争に行こうとしているときのことについてである。戦火の前線では他の誰ともコミュニケーションをとることができず、そもそもそうすべきでないと心に決めている。2つ目のヴァースでは市民の人権や人種主義、有色人種に対する偏見についてである。最後のヴァースでは、道端の浮浪者を助けることなく通り過ぎ去っていくことについて書かれている。
ヴァースではジャズの影響を受けたコード進行が演奏される：Dsus2、D6add9（もしくはEsus2 / D）、Dマイナーメジャー7、G/D。 Dの主音はドミナントのAと交互となっており、ベースギターではヴァース全体の持続低音としてAが維持される。 D6add9は、ベースがDのEsus2と同じであるが、ベースラインが5度を弾き続けているため、より正確に言うとDの和音の一種として解釈されることとなる。メジャー7th付きのDマイナーコードは1970年代のロックでは珍しいものである。また、Bマイナー、Aメジャー、Gメジャー7thsus2、Cメジャーの進行による、厚いボーカルハーモニーを伴った2番目のシークエンスがある。この進行は各ヴァースの間で2度繰り返され、歌詞が異なることを除いてコーラスパートと同様である 。
途中で、ローディーのロジャー・"ザ・ハット"・マニフォールドの話し声が入るブレイクがある。 
また、2001年のベスト・アルバム『エコーズ〜啓示』でも再び収録されており、2枚目のディスクの7番目のトラックとなっている。このバージョンでは曲のエンディングが編集されており、アルバムでの「望みの色を」へのシームレスな曲の変更を避けるために、最後の小節のボーカルが大幅なディレイで処理され、そこでトラックがミュートされるようになっている。

## 語りパート
バンドのローディーであるロジャー・"ザ・ハット"・マニフォールドによる次の語りは、アルバムの2つの語りのセグメントの1つであり、2番目のサックス・ソロ（5:04）の前に聞こえる。
Well I mean, they're not gonna kill ya, so like, if you give 'em a quick sh ... short, sharp shock, they don't do it again. Dig it? I mean 'e got off light, 'cause I coulda given 'im a thrashin' but I only hit 'im once. It's only the difference between right and wrong innit? I mean good manners don't cost nothin' do they, eh?

## 評価
「Cash Box」はこの曲を「商業的であることと同じくらい素晴らしい（"as pretty as it is commercial"）」「催眠バラード（"hypnotizing ballad"）」と呼んだ 。

## 別バージョンとライブ・バージョン
- 『砂丘』セッションのオリジナルのデモは、2011年の『The Dark Side of the Moon Immersion Box Set』に収録された。
- インストゥルメンタル・バージョンの「Violent Sequence」は、1970年初頭に数回演奏された。これらのパフォーマンスは、『砂丘』のデモとほとんど同じであったが、ニック・メイスンからのパーカッションが追加されている。少なくとも2回の演奏において、この曲は『砂丘』セッションの別の曲「Heart Beat, Pig Meat」とペアとなって演奏されている[11]。
- 1972年初頭の公演では、曲の冒頭で激しい痛みにうめき声をあげる男性の短いオーディオ・クリップが再生され、曲のテーマである暴力が強調されていた。サックスは含まれておらず、ウォーターズとライトがリードボーカル、ギルモアがバックボーカルを務めていた。
- 1977年の「In the Flesh」ツアーでアンコールとして取り上げられることがあった。乱暴なスタジアムの観客を意図的に落ち着かせるために使用されることがよくあった。
- 『P.U.L.S.E』と『光〜PERFECT LIVE!』でこのトラックがフィーチャーされている。どちらのバージョンも元のスタジオ・レコーディングよりも短く、後者はわずかにサックス・ソロが変更されている。『光〜PERFECT LIVE!』では、「マネー」の効果音によって中断される前のメジャーキーで終了し、元のシーケンスが効果的に反転されている。これと同じ順序での加工は1994年の夜にも使用されたが、『狂気』全体がセットリストに含まれていなかった。
- 『エコーズ〜啓示』では曲の終わりが異なっている。『狂気』における次のトラック（「望みの色を」）を探す代わりに、エンジニアで、フロイドのコラボレーターであるジェームス・ガスリーが、次のトラックである「幻の翼」につながるピアノ音を追加した。
- ウォーターズは彼の2006年から2008年の「ダーク・サイド・オブ・ザ・ムーン・ライブ」ツアーにこの曲を含め、ジョン・キャリンがリードボーカル、ウォーターズがコーラスパートを歌った。
- ウォーターズは、ライブTV Benefitコンサート「12-12-12：The Concert for Sandy Relief」（2012年）でこの曲を演奏した。このバージョンの終わりの終止符では、ウォーターズはDメジャーの代わりにBマイナーコードを使った。
- ギルモアは彼の「ラトル・ザット・ロック・ツアー2015–16」でこの曲を演奏した。1988–1989のツアーと同様の終わり方であった。
- ウォーターズは、2017-2018コンサート・ツアー中にこの曲を演奏し、ツアー映像を収めたコンサート・フィルムが『アス・アンド・ゼム (Us + Them)』（2019年）のタイトルでリリースされた。曲のエンディング（ボーカルエコーの減衰）は、『エコーズ〜啓示』のバージョンに近い。

## 参加メンバー
- デヴィッド・ギルモア - エレキギター、リードボーカル
- リチャード・ライト - ハモンドオルガン、ピアノ、コーラス
- ロジャー・ウォーターズ - ベース
- ニック・メイスン - ドラム

アディショナル・メンバー
- ディック・パリー - テナーサックス
- レスリー・ダンカン - バックボーカル
- ドリス・トロイ - バックボーカル
- バリー・セント・ジョン - バックボーカル
- ライザ・ストライク - バックボーカル